# Капски буревестник
Капски буревестник (Daption capense) е вид птица от семейство Procellariidae, единствен представител на род Daption.

## Разпространение и местообитание
Разпространен е в Австралия, Ангола, Антарктида, Аржентина, Бразилия, Еквадор, Колумбия, Мавриций, Мозамбик, Намибия, Нова Зеландия, остров Буве, Перу, Реюнион, Света Елена, Възнесение, Тристан да Куня, Уругвай, Фиджи, Фолкландски острови, Френски южни и антарктически територии, Хърд и Макдоналд, Чили, Южна Африка и Южна Джорджия и Южни Сандвичеви острови.